# Thyl Gheyselinck
Thyl Gheyselinck (Babo (Nieuw-Guinea), 26 september, 1941 – Cascais, 1 februari 2025) was een Belgische ondernemer. Hij was eind jaren 80 het gezicht van de sluiting van de Limburgse steenkoolmijnen. Voor zijn betrokkenheid bij de fraudezaak Superclub-KS kreeg hij in 2001 een geldboete en een voorwaardelijke straf van vijf maanden. 

## Biografie
Thyl Gheyselinck werd in 1941 geboren in Nieuw-Guinea, waar zijn West-Vlaamse vader en geoloog Roger Gheyselinck in dienst was van de oliemaatschappij Shell, het bedrijf waar hij zelf 19 jaar voor zou werken. Tijdens de guerrillaoorlog van het Koninklijk Nederlandsch-Indisch Leger (KNIL) op het eiland belandde het gezin Gheyselinck in een Japans concentratiekamp voor Europeanen.
Na een kort verblijf in Venezuela keerde Gheyselinck naar Nederland waar hij rechten studeerde aan de universiteit van Leiden. Na een zes maanden durende stage bij de Europese Unie ging hij in 1967 aan de slag bij Shell. Hij vertegenwoordigde het bedrijf in onder meer Londen, Singapore en Kinshasa. In 1983 trok hij naar Portugal, waar hij voorzitter en gedelegeerd bestuurder werd.
Eind juli 1986 werd Gheyselinck aangesteld als crisismanager van de NV Kempische Steenkoolmijnen (KS). Hij moest in dienst van de regering-Martens VI een plan bedenken om de verlieslatende Limburgse mijnen te saneren en herstructureren. In december 1986 stelde Gheyselinck zijn herstructureringsplan voor. Hij had de beschikking over een budget van 100 miljard BEF (zo'n €2,5 miljard) om een economische reconversie uit te bouwen. De mijnen in KS-Oost: Eisden, Waterschei, Winterslag gingen in 1987 dicht. In de daaropvolgende jaren werden ook de mijnen in KS-West (Beringen en Zolder) gesloten. Meer dan 17.000 mijnwerkers vielen zonder werk. Het geld dat door de versnelde sluiting overbleef, investeerde Gheyselinck onder meer in vertrekpremies en in investeringen in culturele en commerciële projecten. Gheyselincks eerste, grote project heette ERC, een educatie-, recreatie- en cultuurpark dat 11.000 banen zou moeten opleveren. Wegens toenemend protest en een gebrek aan politieke steun werd het ERC-plan nooit uitgevoerd.
In 1989 verspreidde Maurits De Prins, oprichter van de videotheekketen Superclub, het plan om op de gronden van de KS een filmstudio te bouwen. Op 28 november 1989 kocht Gheyselinck - onder meer op aanraden van de Kredietbank - voor 1,35 miljard BEF (€33,75 miljoen) aandelen van Superclub. De aandelen bleken achteraf waardeloos te zijn en ook de geplande filmstudio kwam er nooit. In september 1991 nam Gheyselinck ontslag als manager van KS en werd hij opgevolgd door Peter Kluft. Na zijn ontslag werd hij adviseur van de Tsjechische minister van Industrie en Handel en hielp hij ook daar bij de reorganisatie van de mijnsector. Nadien deed hij hetzelfde in Polen. In de Superclub-KS-affaire kreeg Gheyselinck in 2001 een voorwaardelijke straf van vijf maanden en een geldboete van 135.0000 BEF (zo'n €3.375). 
Gheyselinck bracht in 1988 ook de fusie tussen voetbalclubs KFC Winterslag en Waterschei SV Thor tot stand. Het stadion van de nieuwe fusieclub, Racing Genk, zou later naar hem vernoemd worden, maar de aankondiging werd door de supporters van KRC onthaald op een afkeurend fluitconcert. 
Gheyselinck overleed op 83-jarige leeftijd op 1 februari 2025 in Cascais (Portugal).